# Ємельяненко Георгій Григорович
Георгій Григорович Ємельяненко (13 листопада 1910, селище Покровське, тепер Синельниківського району Дніпропетровської області — ?) — радянський партійний діяч, відповідальний редактор журналу «Більшовик України», секретар Дніпропетровського обласного комітету КП(б)У. Кандидат філософських наук, доцент.

## Біографія
Освіта вища. Член ВКП(б).
У березні 1944 — січні 1946 року — секретар Дніпропетровського обласного комітету КП(б)У із пропаганди та агітації.
У січні 1946 — квітні 1948 року — заступник начальника Управління агітації та пропаганди ЦК КП(б)У.
У 1948 — листопаді 1950 року — відповідальний редактор центрального органу ЦК КП(б)У журналу «Більшовик України».
З листопада 1950 року — на навчанні.
На 1971 рік — доцент кафедри філософії Інституту підвищення кваліфікації викладачів суспільних наук при Київському державному університеті імені Тараса Шевченка.
Подальша доля невідома.

## Звання
- майор

## Нагороди
- орден Трудового Червоного Прапора (23.01.1948)
- медалі